# Paradiacantha fusca
Paradiacantha fusca är en insektsart som beskrevs av Ludwig Redtenbacher 1908. Paradiacantha fusca ingår i släktet Paradiacantha och familjen Diapheromeridae. Inga underarter finns listade i Catalogue of Life.